# Isabella Ford
Pour les articles homonymes, voir Ford.
Isabella Ormston Ford (1855–1924) est une écrivain britannique et suffragette. Elle était une oratrice public et a écrit des brochures sur les problèmes relatifs au socialisme, au féminisme et aux droits des travailleurs. Après être devenue préoccupée par les droits des travailleuses d'usine dès son plus jeune âge, elle s'engage auprès d'organisations syndicales dès les années 1880. Elle était membre du conseil national administratif du Parti travailliste indépendant, elle était la première femme à prendre la parole à la conférence du parti (qui deviendra le Parti travailliste).

## Biographie
Isabella Ford est née le 23 mai 1855 à Headingley, Leeds, dans le nord de l'Angleterre. Elle était la benjamine d'une fratrie de huit enfants, ses parents étaient Robert Lawson Ford et Hannah (née Pease). Sa mère était une cousine de l'abolitioniste Elizabeth Pease Nichol. Son père était un avocat qui dirigeait une école de nuit local pour les filles des usines. Le contact avec ces filles a donné à Ford et ses sœurs un aperçu des différences de classe et a suscité chez elle un intérêt pour les conditions de travail. À 16 ans, elle commence à enseigner dans l'école de son père.
Dans les années 1880, Ford s'implique dans le Syndicat professionnel. Elle travaille avec des tailleuses et font campagne pour de meilleures conditions de travail ; elle aide à former un Syndicat professionnel et s'implique lors des grèves de 1889. En 1890, elle participe à une marche avec des ouvriers depuis Manningham Mills jusqu'à Bradford. En récompense de son implication, elle est élue membre à vie du conseil de Leeds Trades and Labour.
Elle aide à fonder le Parti travailliste indépendant de Leeds et est présidente de l'union des tailleuses de Leeds. Ses préoccupations étaient l'organisation de l'union, le socialisme et le droit de vote des femmes. Elle surmonta sa timidité naturelle pour devenir une oratrice expérimentée, parlant à de nombreuses meetings socialiste, du droit des travailleurs et de l'émancipation des femmes. Elle a écrit beaucoup de brochures, ainsi qu'un article dans le Leeds Forward. En 1895, elle est élue conseiller de paroisse pour Adel cum Eccup à Leeds.
Pendant les années 1900, Ford se concentra davantage sur son travail pour le Parti travailliste indépendant, et est élu au conseil administratif national. Elle devient plus impliqué dans le mouvement national pour le droit de vote des femmes, mais pense que le féminisme et le mouvement des droits du travail sont aussi important l'un que l'autre. En 1903 elle fait un discours à la conférence annuelle du comité du travail (qui deviendra le Parti travailliste), elle est la première femme à prendre a parole.
Après le débat de 1904 avec la future politicienne Margaret Bondfield, Sylvia Pankhurst sécrit[Quoi ?] Ford comme "a plain, middle-aged woman, with red face and turban hat crushed down upon her straight hair, whose nature yet seemed to me... kindlier and more profound than that of her younger antagonist".

### Vie privée
Ford se lia d'amitié avec les politiciens du Parti travailliste, Philip Snowden, l'écrivain socialiste Edward Carpenter, le poète Walt Whitman, Josephine Butler, Millicent Fawcett et Olive Schreiner,. Elle a vécu la majorité de sa vie avec ses sœurs Bessie et Emily à Adel Grange, la maison où sa famille avait emménagé lorsqu'elle avait 10 ans. Bessie Ford meurt en 1919 et ses sœurs déménagèrent alors dans une propriété plus petite appelée Adel Willows en 1922. Isabella Ford meurt le 14 juillet 1924.

## Travaux
- Miss Blake of Monkshalton (1890)
- On the Threshold (1895)
- Mr Elliott (1901)
- The Secret Diaries of Ciara Loughlin